# Rouben Mamoulian
Rouben Zachary Mamoulian (ur. 26 września?/8 października 1897 w Tbilisi, zm. 4 grudnia 1987 w Los Angeles) – ormiańsko-amerykański reżyser filmowy i teatralny, scenarzysta, montażysta i producent.

## Życiorys

### Wczesne lata
Urodzony w Tbilisi w Imperium Rosyjskim, jako syn Virginii (z domu Kalantarian), reżyserki ormiańskiego teatru, i Zachary’ego Mamouliana, dyrektora generalnego banku. Przeniósł się do  Anglii, gdzie w 1922 w Londynie zaczął reżyserować sztuki teatralne. W następnym roku  wyjechał do Stanów Zjednoczonych. Studiował w Eastman School of Music, a także reżyserował opery i spektakle teatralne.

### Kariera
W 1925 Mamoulian został szefem Szkoły Dramatu, gdzie pracowała również Martha Graham. Spośród wielu przedstawień wspólnie wyprodukowali krótki dwukolorowy film zatytułowany The Flute of Krishna, z udziałem studentów Eastman School of Music. Mamoulian opuścił Eastman wkrótce po tym, a Graham zdecydowała się również odejść, mimo że został poproszony o pozostanie. W 1930 otrzymał obywatelstwo amerykańskie. Aktor dziecięcy Jackie Cooper twierdził w swojej autobiografii, że Rouben Mamoulian był jego wujkiem, a ten fakt pomógł ustalić wczesną karierę Coopera w filmie.
Jako reżyser zadebiutował na Broadwayu sztuką DuBose Heywarda Porgy, która miała swoją premierę 10 października 1927. W latach 1928–29 wyreżyserował sztukę Wings Over Europe. W 1929 wyreżyserował swój debiutancki film pełnometrażowy Paramount Pictures Aplauz, a także odrodzone widowisko Porgy wraz z operą George’a Gershwina Porgy and Bess, a premiera odbyła się 10 października 1935. Mamoulian był także pierwszą osobą, która wystawiła na Broadwayu takie znane przedstawienia jak Oklahoma! (1943), Carousel (1945) i Lost in the Stars (1949).
Zasiadał w jury konkursu głównego na 16. MFF w Cannes (1963).

## Filmografia
- 1929: Aplauz
- 1931: Doktor Jekyll i pan Hyde
- 1932: Kochaj mnie dziś
- 1933: Pieśń nad pieśniami
- 1933: Królowa Krystyna
- 1935: Becky Sharp
- 1939: Złoty chłopiec
- 1940: Znak Zorro
- 1941: Krew na piasku
- 1944: Laura - współpraca reżyserska (reż. Otto Preminger)
- 1948: Letnie wakacje
- 1957: Jedwabne pończoszki
- 1959: Porgy i Bess - współpraca reżyserska (reż. Otto Preminger)
- 1963: Kleopatra - zrezygnowano, materiał nieużywany / kolorowy film (reż. Joseph L. Mankiewicz)